# Élections législatives islandaises de 1937
Les élections législatives islandaises de 1937 ont lieu le 29 juin 1937.
La coalition entre le Parti du progrès et le Parti social-démocrate est reconduite. Hermann Jónasson reste Premier ministre d'Islande.

## Résultats
| Partis                   | Partis                         | Voix   | %     | +/−  | Sièges par chambre | Sièges par chambre | Sièges par chambre | Sièges par chambre |
| Partis                   | Partis                         | Voix   | %     | +/−  | Basse              | +/−                | Haute              | +/−                |
| ------------------------ | ------------------------------ | ------ | ----- | ---- | ------------------ | ------------------ | ------------------ | ------------------ |
|                          | Parti de l'indépendance (D)    | 24 132 | 41,31 | 1,01 | 11                 | 3                  | 6                  | en stagnation      |
|                          | Parti du progrès (B)           | 14 556 | 24,92 | 3,01 | 12                 | 3                  | 7                  | 1                  |
|                          | Parti social-démocrate (A)     | 11 084 | 18,98 | 2,72 | 6                  | 1                  | 2                  | 1                  |
|                          | Parti communiste d'Islande (K) | 4 932  | 8,44  | 2,47 | 2                  | 2                  | 1                  | 1                  |
|                          | Parti paysan                   | 3 578  | 6,13  | 0,32 | 2                  | en stagnation      | 0                  | 1                  |
|                          | Parti nationaliste             | 118    | 0,20  | 0,5  | 0                  | en stagnation      | 0                  | en stagnation      |
|                          | Indépendants                   | 13     | 0,02  | 0,94 | 0                  | 1                  | 0                  | en stagnation      |
|                          |                                |        |       |      |                    |                    |                    |                    |
| Votes valides            | Votes valides                  | 58 415 | 98,85 |      |                    |                    |                    |                    |
| Votes blancs et nuls     | Votes blancs et nuls           | 681    | 1,15  |      |                    |                    |                    |                    |
| Total                    | Total                          | 59 096 | 100   | –    | 33                 | en stagnation      | 16                 | en stagnation      |
| Abstentions              | Abstentions                    | 8 099  | 12,05 |      |                    |                    |                    |                    |
| Inscrits / participation | Inscrits / participation       | 67 195 | 87,95 |      |                    |                    |                    |                    |